# 遠藤由実
遠藤 由実（えんどう ゆみ、1999年7月26日 - ）は、日本の女優である。
神奈川県出身。子役時代はセントラル子供劇団やエヴァーグリーン・エンタテイメントに所属していた。現在は、舞台を中心に活動している。

## 来歴・人物
- 幼い頃から芸能界に関わり、2歳の頃からドラマやCM、映像ソフトなどに出演。
- 2005年、連続ドラマ『鬼嫁日記』への出演で知名度を上げる。2007年に放映された続編『鬼嫁日記 いい湯だな』にも引き続き出演。
- 2006年、indigo blue作詞・作曲の歌『パパとるすばん』のボーカルを務める。なお、この歌はNHK・みんなのうたの2007年4月〜5月期の歌として採用された[3]。
- 2013年より舞台にも活動の幅を広げ、現在も活動中。

## 出演

### ドラマ
- ヤングシナリオ大賞 琉球偉人伝説（2002年、フジテレビ）平泉彩 役
- それは、突然、嵐のように…（2004年、TBS）上島菜之花 役
- ジイジ〜孫といた夏〜（2004年、NHK）坂本みみ 役
- 金曜エンタテイメント アリバイの彼方に3（2004年、フジテレビ）アユミ 役
- 火曜サスペンス劇場 17年目の秘密（2004年、日本テレビ）詩織の娘 役
- ジイジ2〜孫といた夏〜（2005年、NHK）坂本みみ 役
- ファイト 第51話（2005年、NHK）中村洋介の長女 役
- ウーマンズ・ビート ドラマスペシャル〜溺れる人〜（2005年、日本テレビ）水沢夕夏 役
- 月曜ミステリー劇場 カードGメン・小早川茜8（2005年、TBS）川島由香里（幼少） 役
- 水曜プレミア 刹那に似てせつなく（2005年、TBS）しおり 役
- 水曜プレミア 夏目家の食卓（2005年、TBS）スン子 役
- 鬼嫁日記（2005年、フジテレビ）山崎まどか 役
- 土曜ワイド劇場 はみだし弁護士・巽志郎9（2005年、テレビ朝日）としえ 役
- てるてるあした（2006年、テレビ朝日）溝口瑠璃 役
- 逃亡者 おりん（2006年、テレビ東京）お鶴 役
- 鬼嫁日記 いい湯だな（2007年、フジテレビ）山崎まどか 役
- オトコの子育て（2007年、テレビ朝日）矢野真美 役
- ルパンの消息（2008年、WOWOW）相馬幸子役
- RESCUE〜特別高度救助隊 第7・8話（2009年、TBS）五十嵐未来 役
- 泣かないと決めた日（2010年、フジテレビ）角田美樹（幼少） 役
- 絶対零度〜未解決事件特命捜査〜 Case5（2010年、フジテレビ）宮田ゆき 役
- パーフェクト・リポート 第4話（2010年、フジテレビ）時田弘美（幼少） 役
- CONTROL〜犯罪心理捜査〜 第3話（2011年、フジテレビ）橋本瑞樹 役
- 熱中時代（2011年、日本テレビ）中山由実 役
- ハガネの女 season2（2011年、テレビ朝日）野元はるか 役
- 世にも奇妙な物語 21世紀 21年目の特別編（2011年、フジテレビ）藤本幸子（幼少）　役
- 金曜ナイトドラマ　ジウ 警視庁特殊犯捜査係 第8話・第9話（2011年、テレビ朝日）
- ドラマ10 つるかめ助産院〜南の島から〜（2012年、NHK）

### CM
- ミキハウス 企業インフォマーシャル（2002年）
- 龍角散 お薬飲めたね（2003年）
- 松下電器産業（現 パナソニック）エアコン（2005年）
- ベネッセ チャレンジ一年生（2006年）
- セブン銀行『わすれもの篇』（2008年）
- 亀田製菓『柿の種』（2010年4月 - ）
- トステム『スマイルエコ ホタル復活編』（2010年9月 - ）

### 映画
- 待合室（2005年、板倉真琴監督）夏井和枝 役
- 禅 ZEN（2009年、高橋伴明監督）
- 白夜行（2011年、深川栄洋監督）篠塚美佳（幼少） 役
- ジーン・ワルツ（2011年、大谷健太郎監督）カナ　役
- ランウェイ☆ビート（2011年、大谷健太郎監督）
- アバター（2011年、和田篤司監督）
- 小川の辺（2011年、篠原哲雄監督）
- だいじょうぶ3組（2013年、廣木隆一監督）前園由実 役

### 舞台
【2013年】
- 2013年

Air studio「Legend ~風の中の塵~」はるか役 
【2019年】
- 2019年3月

『こと-築地寿司物語-完全版』 みどり役

【2020年】
- 2020年2月

獏天SHEDDING『それでも空は青かった』 前田瑞希役
- 2020年8月

虹の素 短編集『失恋博物館 in Summer』
「月と走りながら」紗夜役
- 2020年11月

獏天『ゲバルトローザ』 熊代アンナ役
- 2020年12月

虹の素 短編集『失恋博物館V』
「雪と積りながら」沙幸役
「赤花のルドルフ」  
【2021年】
- 2021年7月

獏天『俺の葬式』 佐藤素子役
- 2021年12月

虹の素 短編集『失恋博物館VI』
「消耗品」穂香役
「サイゴノトキ」キイロ役

【2022年】
- 2022年7月24日

インプロカンパニーPlatform
インプロバトルショー「アクサガ2022」Bチーム
- 2022年8月20日-22日

青の素 第7回公演
雨上がりには好きだといって
8月編「オリキュレールの糸」アリエル役
- 2022年9月3日-4日

虹の素STep公演
『銀河旋律』クサカベ役
- 2022年10月13日-16日

TAK in KAAT『YOKOHAMA 3 PIECES』
短編参加作品
虹の素「サイゴノトキ」キイロ役
@KAAT神奈川芸術劇場 大スタジオ
- 2022年12月21日-25日

虹の素 短編集『失恋博物館VII』
@神奈川県立青少年センタースタジオHIKARI
音パート「アンケートFile.6」奈月役
虹パート・星パート アンサンブル

【2023年】
- 2023年4月20日-23日

雨上がりには好きだといって 12ヶ月連続公演
Vol.2
4月編『アインブラットの本』関口二葉役
@KAAT神奈川芸術劇場 大スタジオ

【2024年】
- 2024年1月18日-19日

インプロバトルショー「アクサガ2024」
同時上演「その探偵の名、」トゥルース役
- 2024年4月1日

インプロカンパニーPlatform
緊急公演「飛行機を見送りながら」
インプロジェンス×その探偵の名、
- 2024年5月2日-6日

インプロカンパニーPlatform 第25回公演
『めくるくるくる。-ある夫婦のお伽話-』
しおり(幼少)/アンサンブル
- 2024年5月29日-6月2日

チリアクターズ 第23回公演
『マゼンタの向こうへ～繰り返し続ける僕等の手紙～』
ヒナ役
- 2024年6月6日-10日

SHEDDING vol.2『ぼくの右腕』
裏チーム 谷瑞穂役
- 2024年7月18日

インプロカンパニーPlatform
インプロバトルショー「アクサガ2024夏」Cチーム
- 2024年11月19日-11月24日

インプロカンパニーPlatform 第26回公演
『再犯、オリニフレテ。』
男囚編 天寺流良／女囚編 ルウイ役
- 2024年12月13日-15日

演劇ユニット トバリの果て
旗揚げ公演『旅路』ケイ役

【2025年】
- 2025年2月8日-9日

表現集団蘭舞 第八回公演
『Memory/Remember』
春川沙也加役
- 2025年5月29日-6月11日

インプロカンパニーPlatform
15周年記念公演『いちごのいちへ』
前半日程
「まじわるマジル→」あまおう役
後半日程
「むげんのつき。」イザヨ役
「はなたば」デージー役

### インプロショー
定期出演 2024年5月～
インプロカンパニーPlatform
ツキイチインプロライブ『プラライ』
19:30-21:10 都内会場にてほぼ毎月上演！
今後の予定▽
6/26(木)  高円寺K'sスタジオ 本館
6月ご予約承り中
7/31(木)  高円寺K'sスタジオ 本館
8/28(木)  江古田兎亭
9/25(木) 高円寺K'sスタジオ 本館
7.8.9月ご予約承り中

4ヶ月限定企画
『ふたりインプロ』
19:30-21:00 都内会場
7/5(土)  高円寺K'sスタジオ 本館
8/12(火) 高円寺K'sスタジオ 新館 Aスタジオ
9/30(火) 高円寺K'sスタジオ 本館
10/10(土)高円寺K'sスタジオ 本館
ご予約承り中
備考欄に応援キャストをご記入ください✨

### ラジオ番組
2023年7月～
FM HOT 839
21:00-22:00
『地元応援マチラブ！』
第2木曜 アシスタント

### ディスコグラフィ
- みんなのうた パパとるすばん（2007年）

### テレビ番組
- MUSIC ON! TV『夢が丘レジデンス』特番MC（2008年）

#### 再現映像
- ザ!情報ツウ （日本テレビ）
- 恋のバカヤロー! （TBSテレビ）

### 映像ソフト
- ベネッセ こどもちゃれんじ『ぷち』（2002年 - 2004年）
- ベネッセ こどもちゃれんじ『ほっぷ』8月号（2004年）
- 第一興商DAM 玉置浩二「メロディー」

### 雑誌・スチール
- 小学館『幼稚園』表紙（2005年）
- さが美（2003年 - 2004年）

### 歌
- みんなのうた パパとるすばん（2006年）